# Discographie de Mike Oldfield
Cet article présente la discographie du musicien multi-instrumentiste Mike Oldfield.

## The Sallyangie
- 1968 : Children of the Sun (Duo avec Sally Oldfield)

## Kevin Ayersand the Whole World
- 1970 : Shooting at the moon
- 1971 : Whatevershebringswesing

## Albums studio

### Période Virgin
- 1973 : Tubular Bells
- 1974 : Hergest Ridge
- 1975 : The Orchestral Tubular Bells
- 1975 : Ommadawn
- 1978 : Incantations
- 1979 : Platinum
- 1980 : QE2
- 1982 : Five Miles Out
- 1983 : Crises
- 1984 : Discovery
- 1984 : The Killing Fields (BO du film La Déchirure)
- 1987 : Islands
- 1989 : Earth Moving
- 1990 : Amarok
- 1991 : Heaven's Open

### Période Warner
- 1992 : Tubular Bells II
- 1994 : The Songs of Distant Earth
- 1996 : Voyager
- 1998 : Tubular Bells III
- 1999 : Guitars
- 1999 : The Millennium Bell
- 2002 : Tres Lunas
- 2003 : Tubular Bells 2003

### Période Mercury
- 2005 : Light + Shade
- 2008 : Music of the Spheres
- 2014 : Man on the Rocks
- 2017 : Return to Ommadawn

## Enregistrements en public / Concerts / Live
- 1979 : Exposed
- 2012 : Music From The Opening Ceremony Of The London 2012 Olympic Games

## Compilations
- 1976 : Boxed - 4 CD
- 1979 : Impressions
- 1980 : Music Wonderland

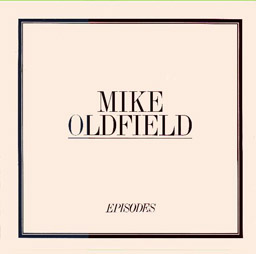
Pochette de l'album Episodes (1981).

- 1980 : Airborn (Compilation U.S.A.)
- 1981 : Episodes
- 1985 : The Complete Mike Oldfield - 2 CD
- 1987 : A Virgin Compilation
- 1990 : Collector's Edition - 3 CD
- 1993 : Elements: The Best of Mike Oldfield - 4 CD + DVD Tubular Bells Live
- 1993 : Elements: The Best of Mike Oldfield 1973-1991 - 4 CD
- 1997 : XXV: The Essential
- 2001 : The Best of Tubular Bells
- 2002 : Collection
- 2006 : The Platinum Collection - 3CD
- 2012 : Two Sides: The Very Best of Mike Oldfield - 2CD
- 2012 : Icon
- 2013 : Tubular Beats
- 2015 : The Best of 1992-2003 (Inclus remixes, faces B et raretés)
- 2016 : The 1984 Suite

## Singles sortis en France (vinyls 7")
- 1973 : Tubular Bells / Tubular Bells
- 1974 : Don Alfonso / In Dulci Jubilo (for Maureen)
- 1975 : Ommadawn / In Dulci Jubilo
- 1976 : Portsmouth / Argiers
- 1977 : Cuckoo Song / Pipe Tune
- 1979 : Guilty / Excerpt from Incantations
- 1979 : Blue Peter / Woodhenge
- 1980 : Arrival / Polka (live)
- 1982 : Five Miles Out / Live Punkadiddle
- 1982 : Family Man / Mount Teide
- 1983 : Moonlight Shadow / Rite of Man n°3
- 1983 : Shadow on the Wall / Taurus 3
- 1983 : Crime of Passion / Jungle Gardenia
- 1984 : To France / In the Pool n°6
- 1984 : Tricks of the Light / Afghan
- 1984 : Etude / Evacuation (promo)
- 1985 : Pictures in the Dark / Legend
- 1987 : Islands (avec Bonnie Tyler) / The Wind Chimes pt 1
- 1987 : Flying Start (avec Kevin Ayers) / The Wind Chimes pt 2 (edit)
- 1989 : Earth Moving / -  (promo)
- 1989 : Innocent / Earth Moving
- 1991 : Moonlight Shadow / To France (promo)

## Collaborations, participations
- 1971 : Edgar Broughton Band de The Edgar Broughton Band -
- 1971 : Ear of Beholder de Lol Coxhill
- 1972 : Nurses Song With Elephants de David Bedford
- 1973 : Legend de Henry Cow
- 1974 : Rock Bottom de Robert Wyatt
- 1974 : The Confessions of Dr Dream and Other Stories de Kevin Ayers - Guitare solo sur 1 pièce.
- 1974 : June 1, 1974 de Kevin Ayers, John Cale, Nico et Brian Eno (live)
- 1974 : Star’s End de David Bedford
- 1974 : Unrest de Henry Cow
- 1975 : The Rime of the Ancient Mariner de David Bedford
- 1976 : Odd ditties de Kevin Ayers (Compilation de raretés)
- 1976 : The Odyssey de David Bedford
- 1976 : Bandages de The Edgar Broughton Band
- 1977 : Instructions for Angels de David Bedford
- 1977 : Mathematicians Air Display (Collaboration avec Pekka Pohjola)
- 1977 : Song of the White Horse de David Bedford
- 1977 : Fine Old Tom de Tom Newman
- 1979 : Faerie Symphony de Tom Newman
- 1979 : Downwind de Pierre Moerlen's Gong
- 1979 : Strange Man, Changed Man de Bram Tchaikovsky
- 1979 : Judy's Gone Down/Jung Lovers de James Vane
- 1980 : Pierre Moerlen's Gong Live de Pierre Moerlen's Gong
- 1980 : The Concertina Record de Lea Nicholson
- 1980 : Joy (1981) des Skids
- 1990 : Natasha de Sally Oldfield
- 1990 : Kâmâ Sutrâ de Michel Polnareff
- 1992 : Still Life With Guitar de Kevin Ayers - Guitare sur I Don't Depend on You.
- 1992 : BBC Radio 1 Live in Concert de Kevin Ayers - Guitare sur tout l'album.
- 1995 : Variations on a Rhythm of Mike Oldfield de David Bedford
- 1996 : Singing the Bruise de Kevin Ayers
- 1997 : Snow Blind de Tom Newman
- 1998 : Too Old To Die Young de Kevin Ayers
- 1998 : The Garden of Love de Kevin Ayers
- 1998 : The X-Files: The Album - Inclus Tubular X sur les éditions européennes et japonaises exclusivement.
- 2000 : Official Bootleg One de Phil Beer
- 2000 : Do Ya Wanna Play, Carl de Carl Palmer - Compilation.
- 2002 : From the Banks of the River Irwell de Max Bacon
- 2005 : Tag und Nacht de Schiller
- 2008 : Bruce Parry Presents Amazon Tribe - Songs for Survival
- 2008 : What More Can I Say ... de Kevin Ayers - Guitare sur Crying.

## DVD
- 1974 : Mike Oldfield - Tubular Bells - BBC 1974 (DVD5/Proshot Broadcast)
- 1999 : Album Recto / Verso Tubular Bells II & Tubular Bells III
- 2001 : The Millenium Bell - Berlin 2001
- 2003 : The Art in Heaven Concert - Berlin 2003
- 2004 : Elements
- 2005 : Tubular Bells II (Edinburgh Castle, september 1992) & Tubular Bells III (London Premiere Live Performance)
- 2005 : Exposed
- 2006 : Live at Montreux, 1981